# Merisus
Merisus is een geslacht van vliesvleugeligen uit de familie Pteromalidae. De wetenschappelijke naam van dit geslacht is voor het eerst geldig gepubliceerd in 1834 door Walker.

## Soorten
Het geslacht Merisus omvat de volgende soorten:
- Merisus carinatus Girault, 1916
- Merisus flagellatus Boucek, 1965
- Merisus harmolitae Gahan, 1927
- Merisus splendidus Walker, 1834